# Cheiracanthium seshii
Cheiracanthium seshii är en spindelart som beskrevs av Patel och C. Adinarayana Reddy 1991. Cheiracanthium seshii ingår i släktet Cheiracanthium och familjen sporrspindlar. Inga underarter finns listade i Catalogue of Life.